# Jonathan Taylor (Politiker)

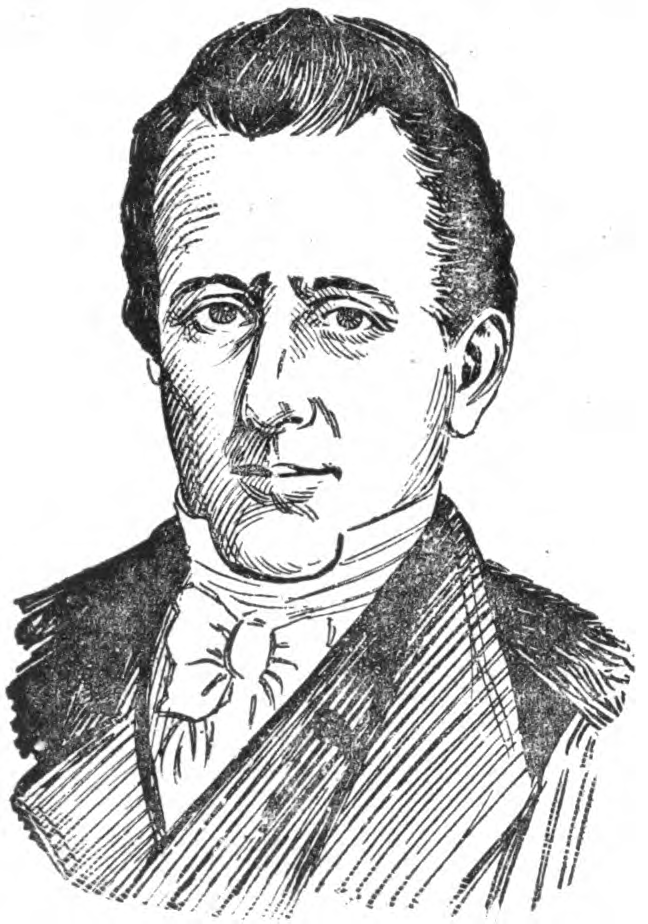
Jonathan Taylor

Jonathan Taylor (* 1796 bei Mansfield, Connecticut; † April 1848 in Newark, Ohio) war ein US-amerikanischer Politiker. Zwischen 1839 und 1841 vertrat er den Bundesstaat Ohio im US-Repräsentantenhaus.

## Werdegang
Noch in seiner Jugend kam Jonathan Taylor nach Newark in Ohio, wo er eine akademische Ausbildung erhielt. Nach einem anschließenden Jurastudium und seiner Zulassung als Rechtsanwalt begann er in diesem Beruf zu arbeiten. Später wurde er vom Gouverneur von Ohio in eine Kommission zur Klärung der umstrittenen Grenzfrage mit dem Staat Michigan berufen. Taylor war auch Mitglied der Staatsmiliz, in der er bis zum Brigadegeneral aufstieg. Gleichzeitig schlug er als Mitglied der Demokratischen Partei eine politische Laufbahn ein. Zwischen 1831 und 1833 saß er als Abgeordneter im Repräsentantenhaus von Ohio; von 1833 bis 1836 gehörte er dem Staatssenat an.
Bei den Kongresswahlen des Jahres 1838 wurde Taylor im zwölften Wahlbezirk von Ohio in das US-Repräsentantenhaus in Washington, D.C. gewählt, wo er am 4. März 1839 die Nachfolge von Alexander Harper antrat. Bis zum 3. März 1841 konnte er eine Legislaturperiode im Kongress absolvieren. Nach dem Ende seiner Zeit im US-Repräsentantenhaus ist Taylor politisch nicht mehr in Erscheinung getreten. Er starb im April 1848 in Newark.